# International Women's Club Championship
International Women's Club Championship (IWCC), trước đây còn có tên là mobcast Cup và giờ là Nestlé Cup vì lý do tài trợ, là giải đấu bóng đá quốc tế theo thể thức loại trực tiếp giữa các câu lạc bộ bóng đá nữ. Giải được Hiệp hội bóng đá Nhật Bản và L. League tổ chức. Giải đấu International Women's Club Championship đầu tiên diễn ra tại Nhật vào tháng 11/2012 với bốn đội tham dự; Olympique Lyonnais (châu Âu), Canberra United (Úc), INAC Kobe Leonessa (Nhật) và NTV Beleza (vô địch cúp QG, Nhật). Nhà đương kim vô địch là São José, sau khi đánh bại Arsenal Ladies 2–0 trong trận chung kết năm 2014.
Liên đoàn bóng đá thế giới FIFA cũng dự định tổ chức giải đấu phiên bản nữ của FIFA Club World Cup.

## Kết quả
| Năm           | Chủ nhà       | Chung kết          | Chung kết     | Chung kết          | Tranh hạng ba      | Tranh hạng ba | Tranh hạng ba        | Số đội        |
| Năm           | Chủ nhà       | Vô địch            | Tỉ số         | Á quân             | Hạng ba            | Tỉ số         | Hạng bốn             | Số đội        |
| ------------- | ------------- | ------------------ | ------------- | ------------------ | ------------------ | ------------- | -------------------- | ------------- |
| 2012 chi tiết | Nhật Bản      | Olympique Lyonnais | 2–1 (s.h.p.)  | INAC Kobe Leonessa | NTV Beleza         | 4–3           | Canberra United      | 4             |
| 2013 chi tiết | Nhật Bản      | INAC Kobe Leonessa | 4–2           | Chelsea            | Sydney FC          | 3–3 4–2 (p)   | Colo Colo            | 5             |
| 2014 chi tiết | Nhật Bản      | São José           | 2–0           | Arsenal            | Urawa Red Diamonds | 4–0           | Okayama Yunogo Belle | 6             |
| 2015          | Không tổ chức | Không tổ chức      | Không tổ chức | Không tổ chức      | Không tổ chức      | Không tổ chức | Không tổ chức        | Không tổ chức |

## Giải thưởng
| Năm  | Cầu thủ xuất sắc nhất | Cầu thủ ấn tượng nhất | Vua phá lưới                                                         |
| ---- | --------------------- | --------------------- | -------------------------------------------------------------------- |
| 2012 | Corine Franco         | Ji So-yun             | Iwashimizu Azusa Nagasato Asano Lara Dickenmann Beverly Goebel-Yanez |
| 2013 |                       |                       | Francisca Lara Beverly Goebel-Yanez Nakajima Emi Renee Rollason      |